# Brunnen

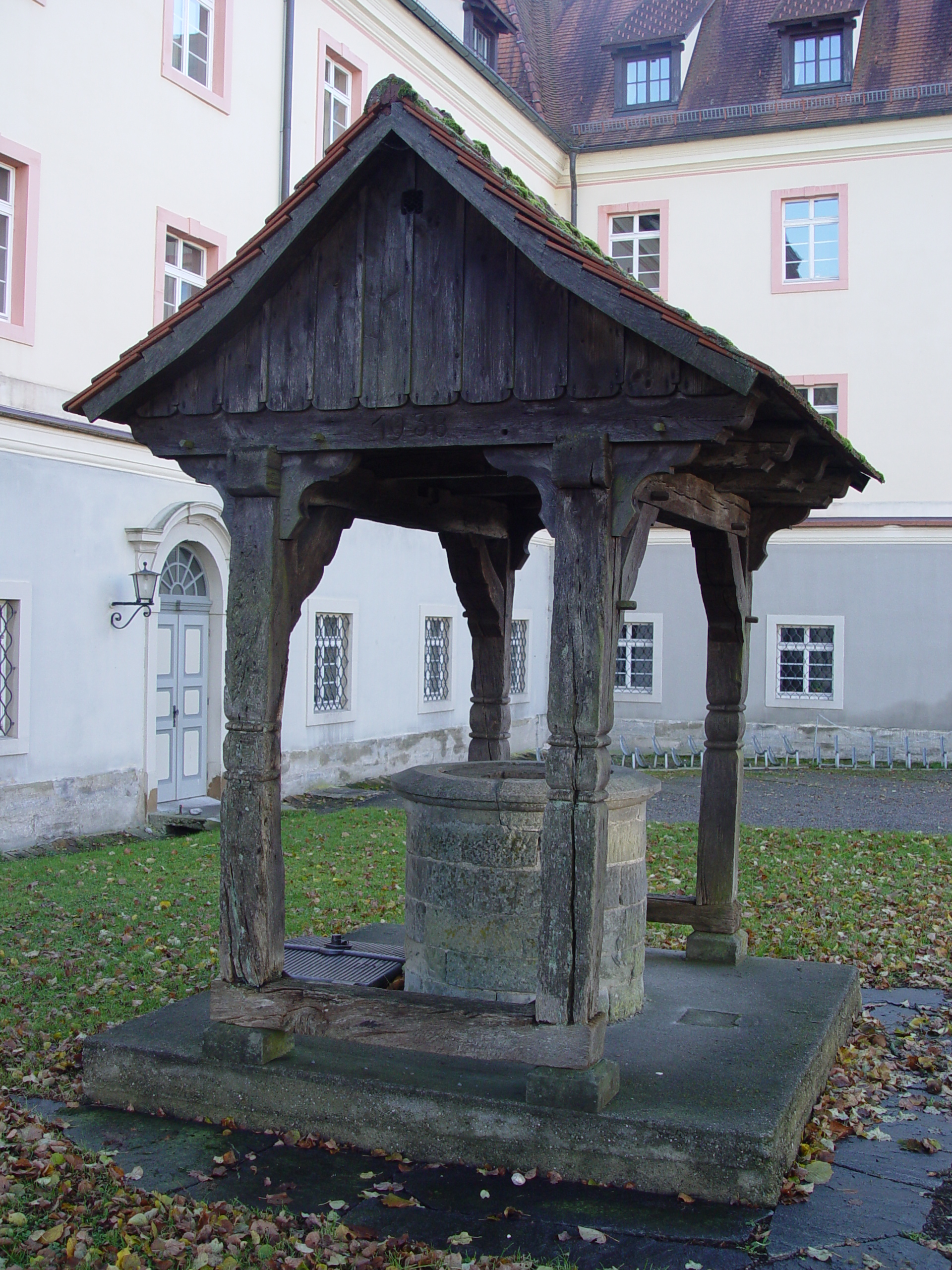
Ziehbrunnen im Hof des Klosters Wald

Bäuerlicher Hausbrunnen mit Quellspeisung (Naturstudie)

Brunnen sind von Menschen gemachte Bauwerke z. B. zur Wassergewinnung aus Grundwasserleitern oder auch Quell-Fassungen (-> Brunnenstube), aber auch Tröge, in denen Quell- oder einem Fließgewässer abgeleitetes Wasser aufgefangen und gesammelt wird, um z. B. daran oder daraus zu trinken oder sich damit oder darin erfrischen zu können sowie früher auch zum (gemeinsamen) Wäsche-Waschen; daneben sind z. B. Springbrunnen usw. zur städtebaulichen Gestaltung und Aufwertung, auch zur Verbesserung des Stadtklimas (Kühlung) zu nennen.
Zur Förderung aus dem Grundwasser kommen verschiedene Pumpenarten zum Einsatz: früher Handpumpen, heute meist elektrische Tauch- und Saugpumpen; daneben, auch historisch, sind andere mechanische Einrichtungen wie Brunneneimer oder Wasserkünste zur Wasserförderung verbreitet.
Eine besondere Form sind artesische Brunnen, bei denen der Brunnen in einen gespannten Grundwasserleiter abgeteuft ist, sodass keine Einrichtungen zur Wasserförderung benötigt werden; dasselbe gilt für Quellfassungen, Wasserleitungen und andere Brunnen, die durch natürlichen oder künstlichen Wasserdruck in der Zuleitung gespeist sind.
Aufgrund ihrer Bedeutung für die menschliche Kultur sind Brunnen vielfältige Motive in der Überlieferung und in der Literatur.

## Geschichte, Wortherkunft
Trinkwasser ist die Voraussetzung für auch das menschliche Überleben – über die Menschheitsgeschichte wurden zeitweilige Lager und Siedlungen in der Nähe von Wasserstellen wie Quellen, Flüssen und Süßwasserseen errichtet.
Vom mesolithischen Wohnplatz Friesack in Brandenburg sind drei Gruben bekannt, die von Jägern und Sammlern zur Gewinnung von Trinkwasser angelegt wurden (Wasserlöcher). Auf diese Funktion deuten Schöpfgefäße aus einem Schildkrötenpanzer und aus Birkenrinde, die auf den Grubensohlen entdeckt worden sind.
Im Mittelmeerraum sind Brunnen seit etwa 8000 v. Chr. nachgewiesen, wie in Atlit-Yam (Israel) oder Kissonerga-Mylouthkia und Shillourocambous auf Zypern, wo sie im massiven Sandstein abgeteuft wurden. Aus dem präkeramischen Neolithikum (ca. 7000 v. Chr.) gibt es drei Brunnen in Atlit Yam (Israel). In Mitteleuropa sind Holzbrunnen seit der frühen Starčevo-Kultur (etwa 6000 v. Chr.) bekannt, von einem Fundplatz bei Slavonski Brod in Kroatien.
Eine Reihe von Zeugnissen des Bandkeramischen Brunnenbaus belegt die Verbreitung dieser Art der Wasserversorgung seit der ersten bäuerlichen Besiedlung Mitteleuropas. Der früheste bandkeramische Brunnen ist in einer Siedlung der ältesten Bandkeramik von Mohelnice (Mähren) nachgewiesen. Von den Bohlen liegen Dendrodaten vor, die auf die Jahre 5540 bis 5460 v. Chr. hinweisen. Neben der ersten Phase des Brunnens von Plaußig werden Eythra zwei (im Tagebau Zwenkau), Brodau und Dresden-Cotta ins 53. vorchristliche Jahrhundert (zwischen 5300 und 5200 v. Chr.) datiert. Eine Ballung von datierten Brunnen gibt es um 5100 v. Chr., wie im Falle von Erkelenz-Kückhoven, Eythra 1 und dem Brunnen von Altscherbitz. Der 2007 entdeckte Brunnen von Niederröblingen (Landkreis Mansfeld-Südharz) fügt sich in diesen Brunnenhorizont der jüngeren Bandkeramik ein.
Europas tiefster steinzeitlicher Brunnen (über 15 m tief) (etwa 5100 v. Chr.) wurde bei Merzenich-Bürgewald entdeckt und im Block geborgen. Aus der Schnurkeramik sind Brunnen mit einer Auskleidung aus Flechtwerk bekannt.
Die Wortherkunft im Deutschen ist mittelhochdeutsch brunne, althochdeutsch brunno, eigentlich „(Auf)wallender“, „Siedender“, dabei verwandt mit „brennen“.

### Sprichwörter
„Der Krug geht so lange zum Brunnen, bis er bricht.“

„Aus kleinen Brunnen trinkt man sich ebenso satt als aus großen.“

- „Das Kind ist schon in den Brunnen gefallen“.

## Kategorien von Brunnen
Grundsätzlich wird der Oberbegriff Brunnen im deutschen Sprachgebrauch für alle Arten von Bauwerken verwendet, welche an eine künstliche oder natürliche Wasserversorgung angeschlossen sind (bzw. bei stillgelegten Brunnen angeschlossen waren). Dabei werden die Arten von Brunnen je nach Betrachtungsweise nach der Art ihrer Errichtung (Brunnentyp) sowie in Konstruktion (Bauweise) und auch nach ihrer Funktion (Nutzung) unterschieden. Themenbezogen können Brunnen auch in symbolische Gruppen kategorisiert werden, wie nach Material, Motiv oder räumlicher Zuordnung. Eine Sonderform von Brunnen sind Wasserspiele – eine meist kombinierte Art von Springbrunnen, Wasserspeiern und Kaskaden, welche in ihrer Darstellung über die Definition eines Einzelbrunnens hinausgehen.

### Unterscheidung nach Brunnentyp
Die Brunnentypen unterscheiden sich bei dieser Betrachtung nach ihrer Art der Errichtung des Brunnens. Die Regeln dafür sind in Deutschland und Österreich in der jeweiligen Trinkwasserverordnung festgelegt und werden je nach Brunnentyp landesspezifisch unterschiedlich überwacht. Bezeichnet wird der Oberbegriff auch als Wasserfassung (Brunnenfassung)
- Hausbrunnen - werden meist auf Privatgrundstücken errichtet
  - Beispiel: Heideborn Hausbrunnen in der Oberlausitz[12]
- Bohrbrunnen - durch verrohrte oder unverrohrte Flachbohrung errichtet
- Quellfassung - künstlich angelegte Einfassung einer Wasserquelle, auch Brunnenstuben
- Ziehbrunnen - historischer Brunnentyp, wo mit Hilfe der Konstruktion Wasser an die Oberfläche befördert wird
- Rammbrunnen - meist in der Landwirtschaft verwendeter Typ (auch als Schlagbrunnen bezeichnet), Errichtung durch Schlagen eines Rohres in die wasserführende Bodenschicht

### Unterscheidung nach Konstruktion (Bauweise)
| - Artesischer Brunnen - Bohrbrunnen, wie Zhuotong-Brunnen - Brunnenhaus - Gewebefilterbrunnen - Heronsbrunnen - Horizontalfilterbrunnen | - Laufbrunnen, wie Marktbrunnen - Notbrunnen, z. B. Straßenbrunnen in Berlin - Pferdeschwemme oder Wette (Schwemme) - Sodbrunnen, wie meist bei Burgbrunnen - Springbrunnen - Zisternenbrunnen, wie Kump oder Stufenbrunnen |

### Unterscheidung nach Funktion (Nutzung)
| - Burgbrunnen - Dorfbrunnen - Brunnen an Mineralquellen, auch Sauerbrunnen - Reinigungs-Brunnen, wie Şadırvan - Schluckbrunnen - Sperrbrunnen - Trinkbrunnen/Trinkwasserspender - Weide- und Pferdebrunnen/Tränke | Zierbrunnen oder Schmuckbrunnen - alle Arten von: Springbrunnen, Fontänen, Wandbecken, Brunnenschalen und -Becken, Wasserspeiern und Wasserwänden o. ä. (weiterführend auch Wasserspiele) |

### Unterscheidung nach
Themenbezogen können Brunnen auch in symbolische Gruppen eingeordnet werden:
- Material: Art des Brunnenbaumaterials
- Motiv: Themen-Brunnen
- Standort: Brunnen-Listen
  - Zuordnung nach Ort
  - Zuordnung nach Staat

## Brunnen zur Wassergewinnung und als Nutzbrunnen

### Ziehbrunnen
Unter einem Tiefbrunnen (oder Ziehbrunnen) versteht man eine meist senkrechte vom Menschen geschaffene Öffnung im Erdreich oder im Gestein, die entweder klein und verrohrt oder aber groß und durch die natürliche Festigkeit des Umgebungsmaterials erhalten sein kann (begehbare Brunnen). Im Norddeutschen nannte man gegrabene Brunnen früher auch Sodbrunnen oder lediglich Sod, im Rheinland war der Begriff „Pütz“ (von franz. puits) gebräuchlich. Aus modernen engen Bohrungen wird das Wasser durch technische Hilfsmittel (Winde oder Pumpe, z. B. Schwengelpumpe) nach oben gefördert.
Ziehbrunnen sind seit dem frühen Neolithikum nachgewiesen (Zypern) als urtümliche Schächte, die im Erdreich durch Holzkonstruktionen (Holzkastenbrunnen) stabilisiert wurden. Solche Schöpfeinrichtungen dienen zur Erleichterung der Wasserbeschaffung, insbesondere beim Tränken von Viehherden. Bekanntes Beispiel sind die Brunnen der Puszta, die es so im gesamten Steppengürtel Eurasiens und anderswo gibt. Neben dem Einsatz der Hebelwirkung über den Schwingbaum, an dem Gegengewichte die Arbeit erleichtern, sind Räder, Seile und Zugtiere (Büffel, Esel, Kamele) im Einsatz. Dagegen sind die in Mitteleuropa gebräuchlichen Ziehvorrichtungen weniger effektiv: Dabei wurde ein Zugseil auf einem verhältnismäßig kleinen Rundholz aufgewickelt oder über eine Umlenkrolle gezogen, die an einem zweischläfrigen Galgen aufgehängt war („Galgenbrunnen“).
Der Gemeindeziehbrunnen war auf dem Flachlande vor der Gründung von Feuerwehren und dem Anlegen von Löschwasserteichen häufig einer der wenigen Möglichkeiten der Wasserentnahme für eine Brandbekämpfung. Am Brunnen mussten große Eimer mit Ziehkette vorgehalten werden.

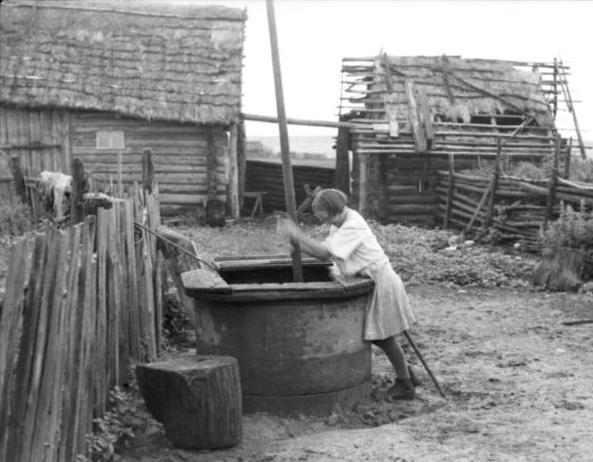
Mädchen an einem Ziehbrunnen, 1941 in Russland
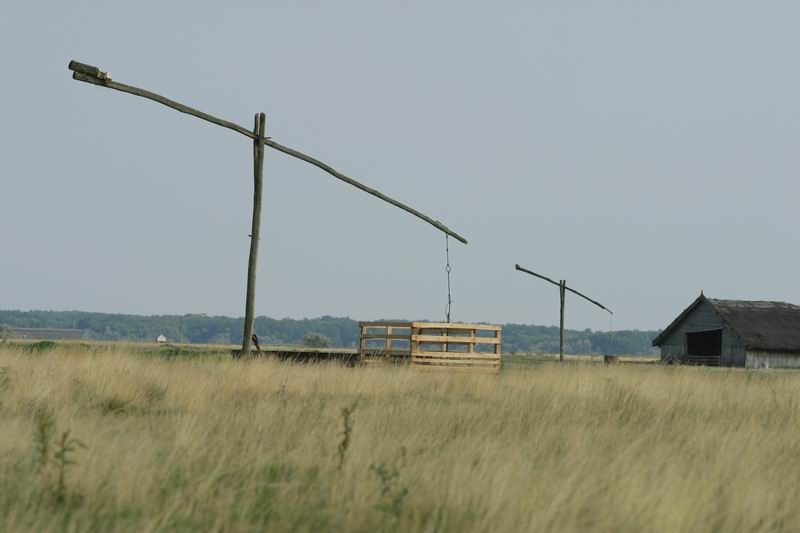
Ziehbrunnen in der Puszta (ung. gémeskút, Schaduff) zur Viehversorgung
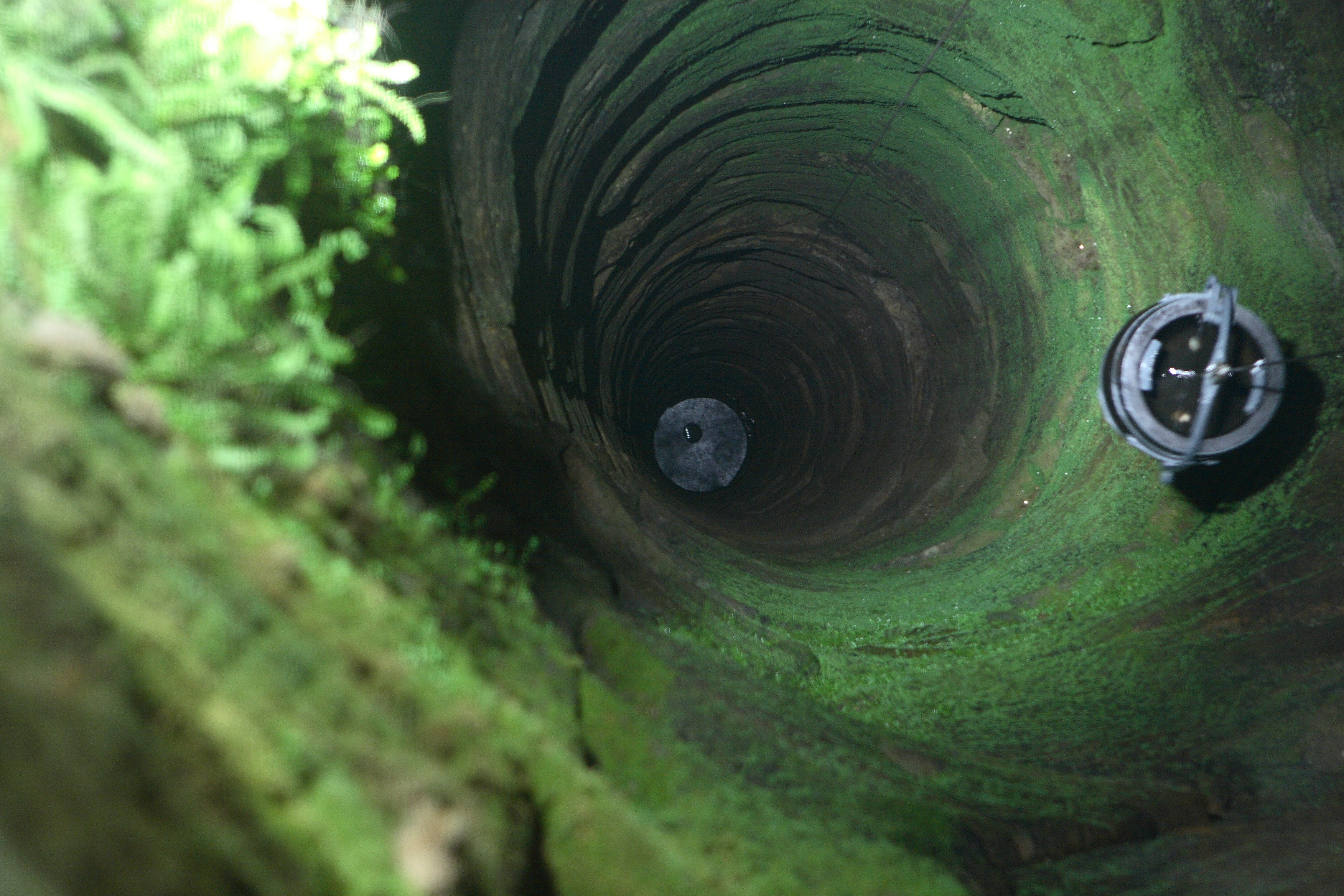
Burgbrunnen auf der Festung Königstein
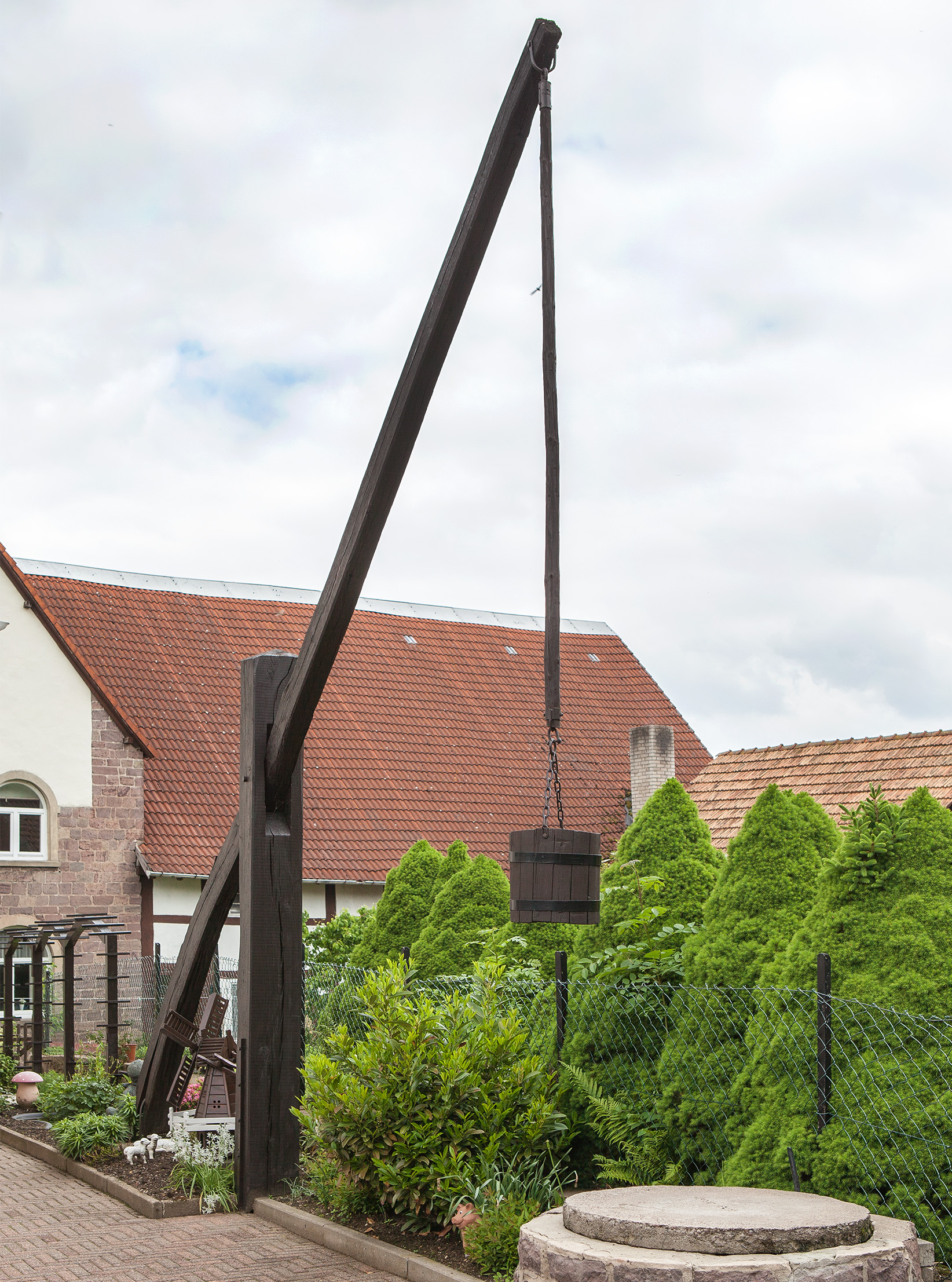
Schwingbaum mit Gegengewicht
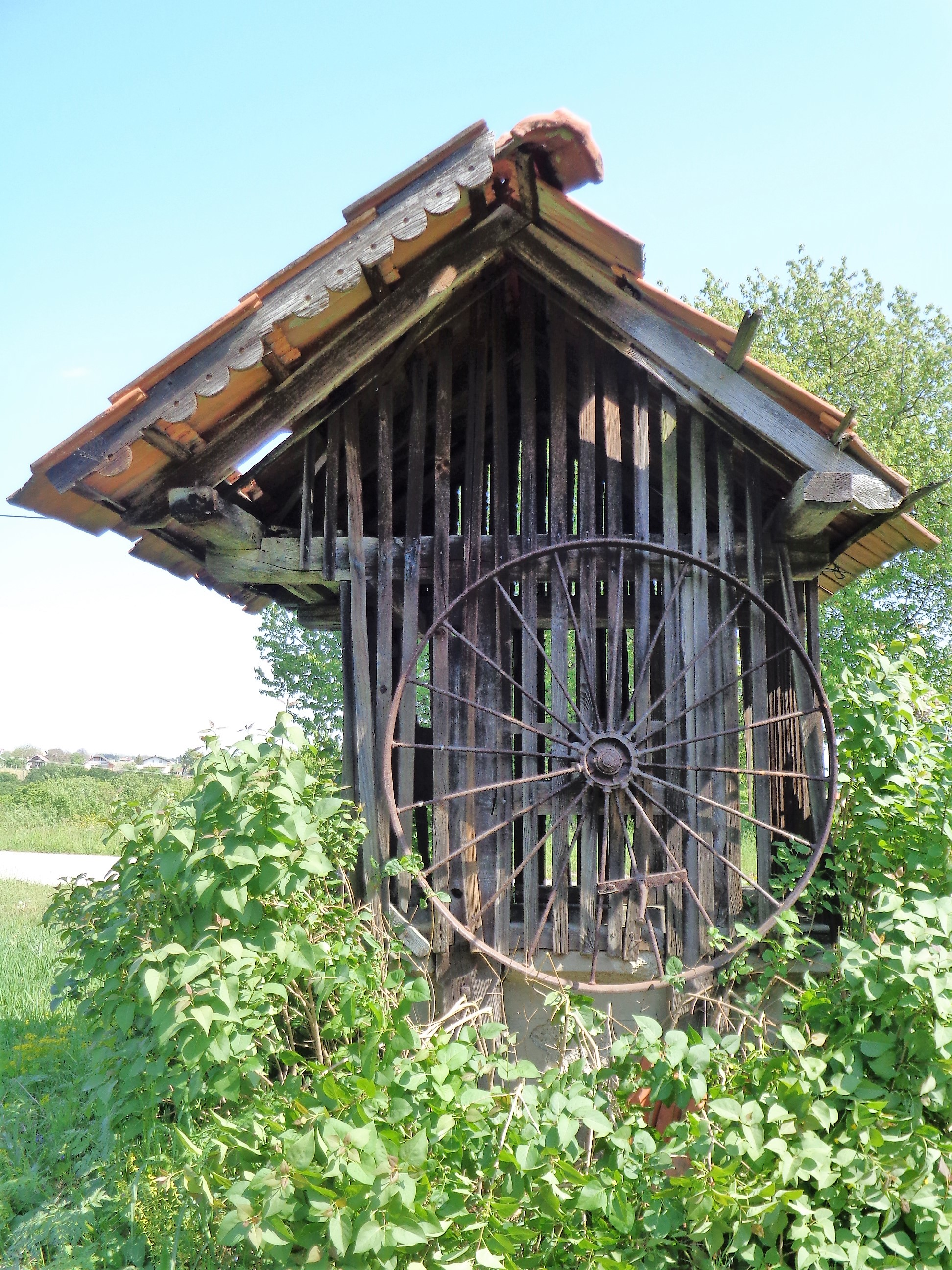
Geschlossener Radbrunnen im Norden Kroatiens

### Quellbrunnen

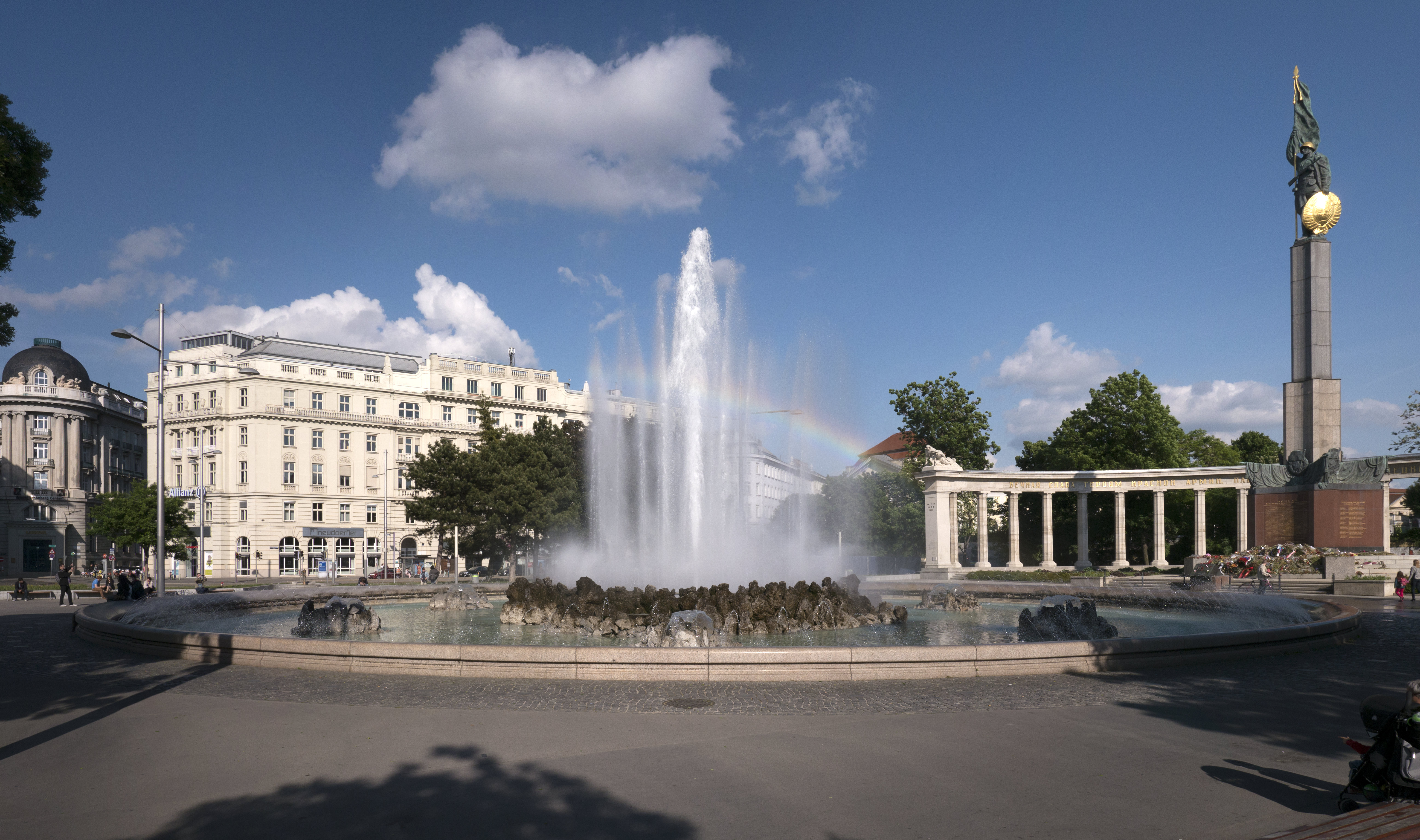
Hochstrahlbrunnen in Wien (1873), direkt druckgespeist aus Gebirgsquellen

Quellfassungen sind oft unmittelbar oder in näherer Umgebung mit einem Brunnenbau erschlossen. Selbst wenn sie als Wasserschloss für die Einspeisung in die Druckleitung ausgebaut sind, kann das Überwasser noch einen Brunnen befüllen. Bei überdachtem Ausbau spricht man auch von einem Brunnenhaus.
Im weiteren Sinne quellgespeist sind auch die großen Wasserleitungsversorgungen der bergnahen Städte, die seit den antiken Hochkulturen über die römischen Fernleitungen mit ihren Aquädukten bis heute üblich sind. Eine der bedeutendsten solchen Anlagen, die noch in Betrieb sind, sind die Wiener Hochquellwasserleitungen.

### Artesischer Brunnen
Ein artesischer Brunnen ist ein Brunnen, aus dem Grundwasser durch Überdruck aufsteigt.

### Qanate

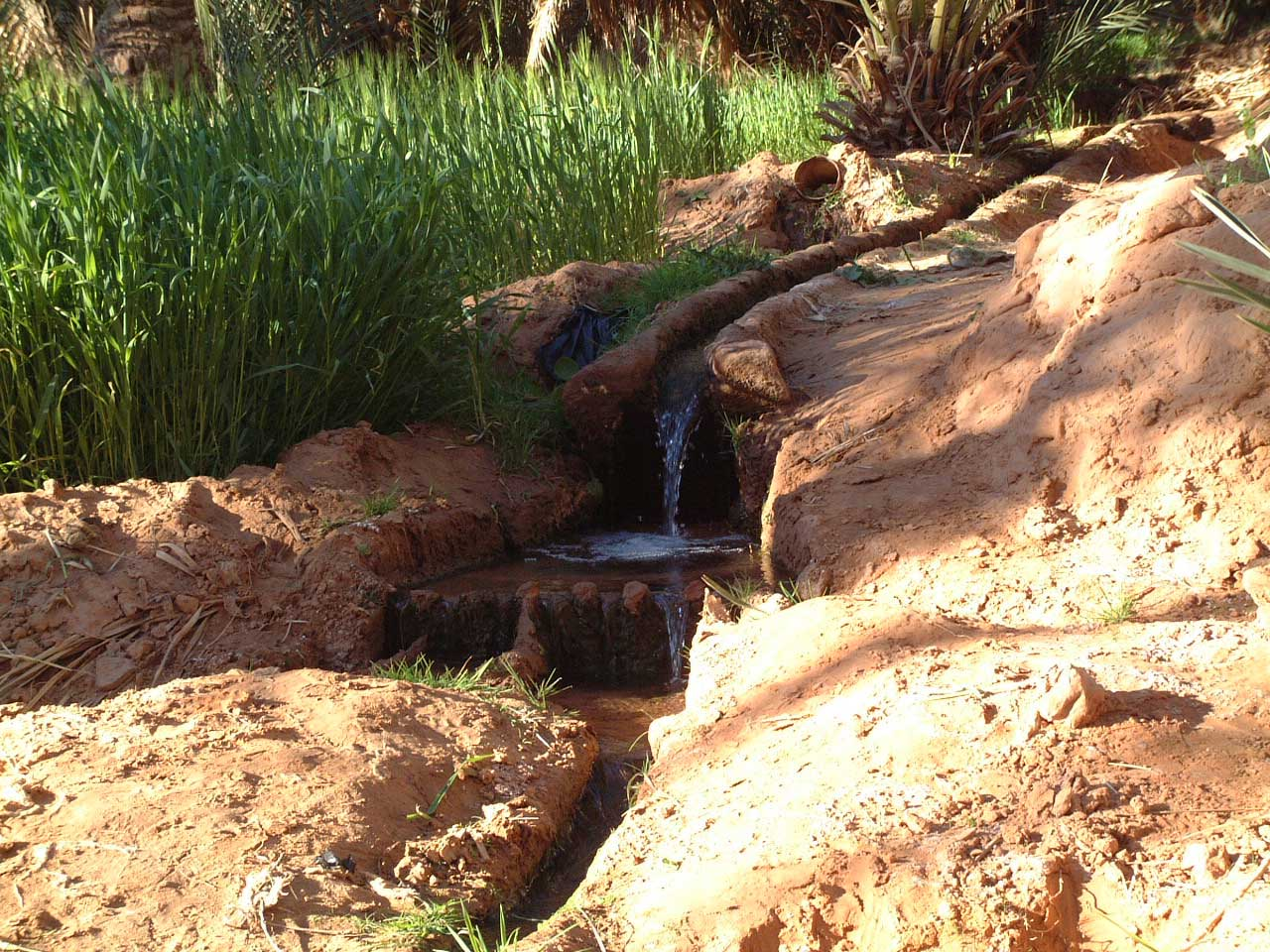
Austritt eines Foggara-Kanals in einer Oase in Marokko

Eine besondere Brunnenform stellen die vor allem im Iran, in Afghanistan und im westlichen Teil Pakistans verbreiteten Qanate dar, bei denen es sich um unterirdisch verlaufende horizontale Wassersammelstollen mit oft hunderten vertikalen Zugangsschächten handelt; sie dienen überwiegend der Bewässerung kilometerweit entfernter Felder. Qanate kann man in fast allen Ländern am Persischen Golf sowie in Afghanistan, Pakistan, Syrien, am Rande der Taklamakan und im gesamten Maghreb sowie auf den Kanarischen Inseln finden. Daher gibt es viele verschiedene Bezeichnungen für sie: Auf Persisch heißen sie Kariz bzw. Karez (كاريز, DMG Kārīz). In Oman werden sie Faladsch genannt, im Maghreb lautet ihr Name Foggara, was so viel wie „unterirdischer Stollen“ bedeutet. In Marokko sind auch die Bezeichnungen Rhetara, Khettara oder Hattara gebräuchlich.

### Stufenbrunnen

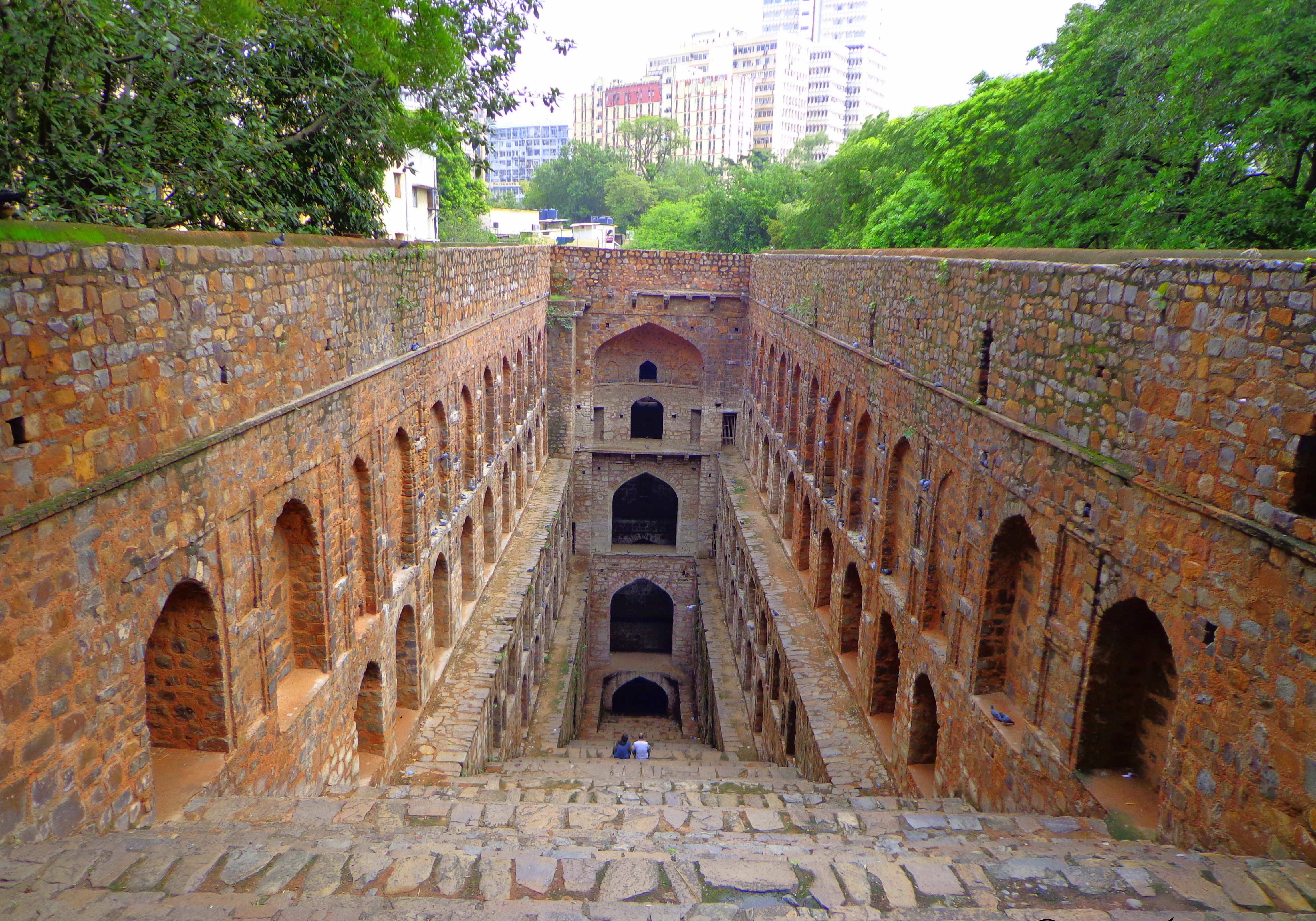
Stufenbrunnen Agrasen Ki Baoli, New Delhi

Auf dem gesamten Indischen Subkontinent, vor allem in den Bundesstaaten Gujarat, Rajasthan und Uttar Pradesh, spielten Stufenbrunnen (vavs, baolis) eine große Rolle bei der öffentlichen Wasserversorgung. Streng genommen handelt es sich um eine Kombination eines Brunnens mit einer Zisterne: Ein runder Brunnenschacht wurde bis auf das Grundwasserniveau hinuntergeführt; eine seitliche Treppe, die in der Monsunzeit auf unterschiedlichen Niveaus von Regenwasser bedeckt war, führte zum Wasser hinunter, wodurch das Wasserholen erheblich erleichtert wurde (siehe auch Rani Ki Vav, Chand Baori).

### Gezeitenbrunnen
Gezeitenbrunnen (engl. tidal wells), wie man sie etwa auf Vulkaninseln wie den Azoren findet, spielten, wo eine Wasserversorgung aufgrund des Fehlens oberirdischer Wasserläufe und/oder Quellen nur mittels solcher bis zum örtlichen Aquifer in den Untergrund gehauener Brunnen möglich war, oft eine entscheidende Rolle bei deren Besiedlung, wenn auch die Wasserqualität in Ufernähe infolge des von unten nachdrückenden Seewassers mit den Gezeiten schwankte und nur bei Ebbe und damit niedrigstem Wasserstand im Brunnen akzeptabel war.

## Zierbrunnen

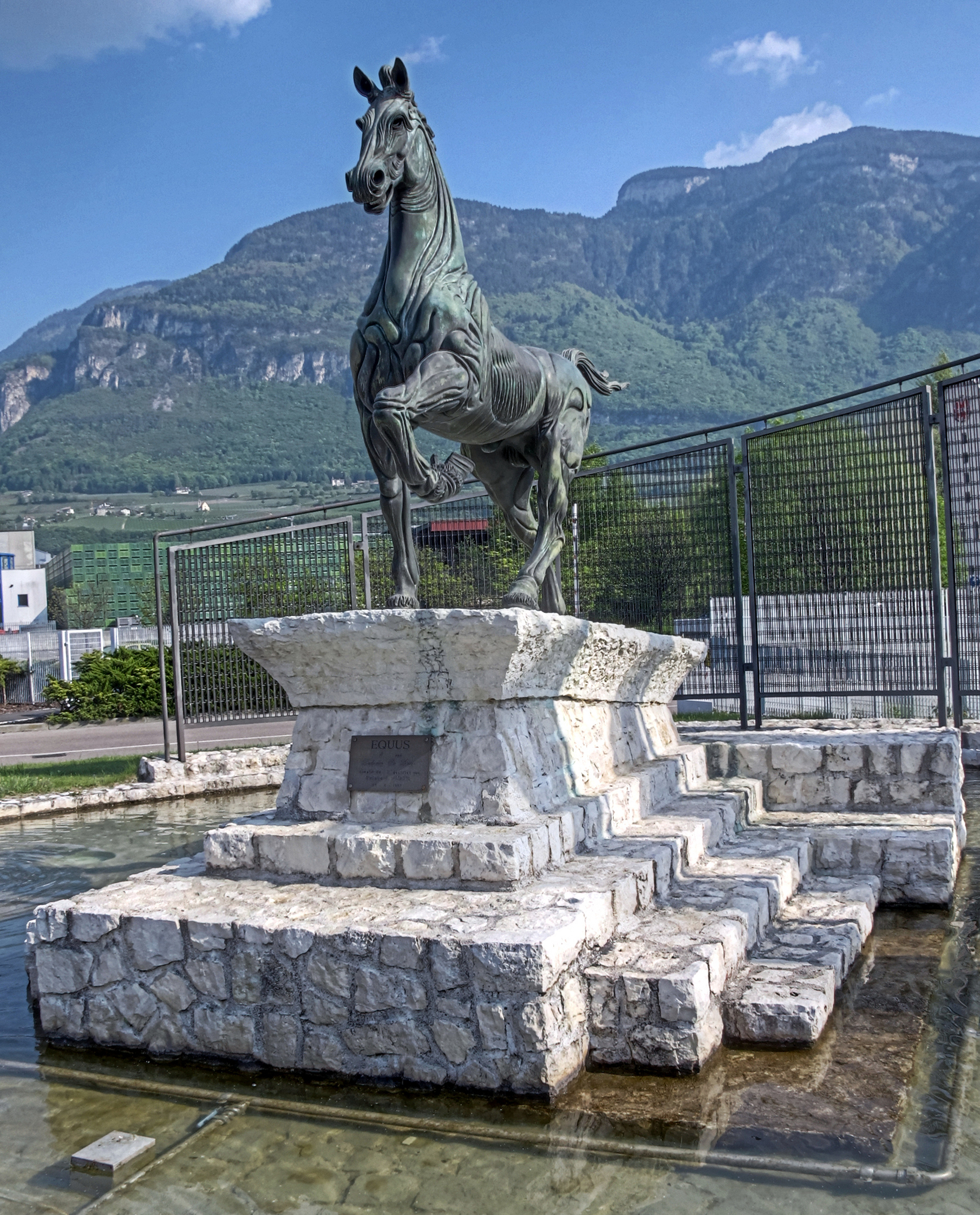
Equus-Brunnen in Neumarkt in Südtirol

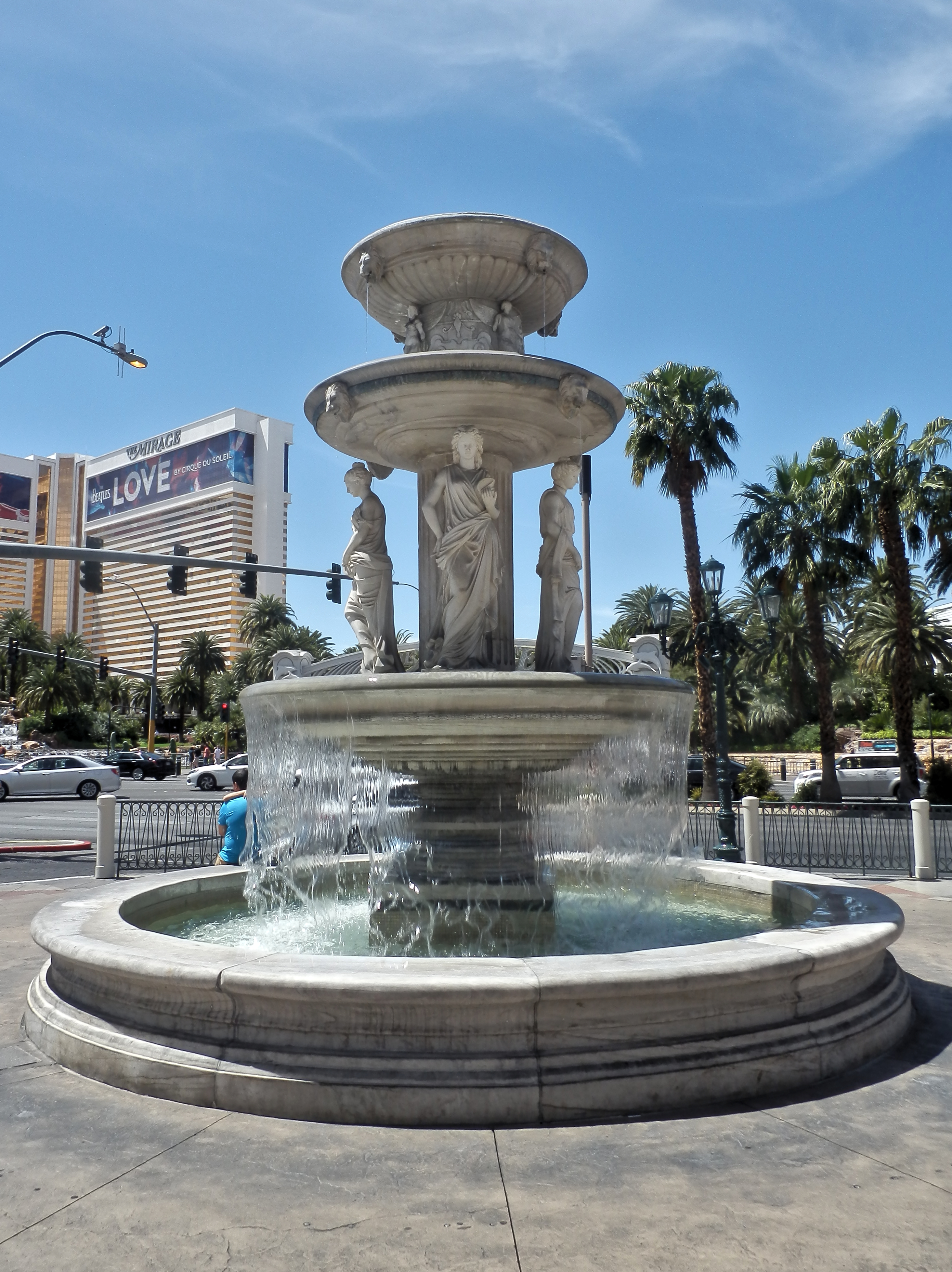
Brunnen in Las Vegas

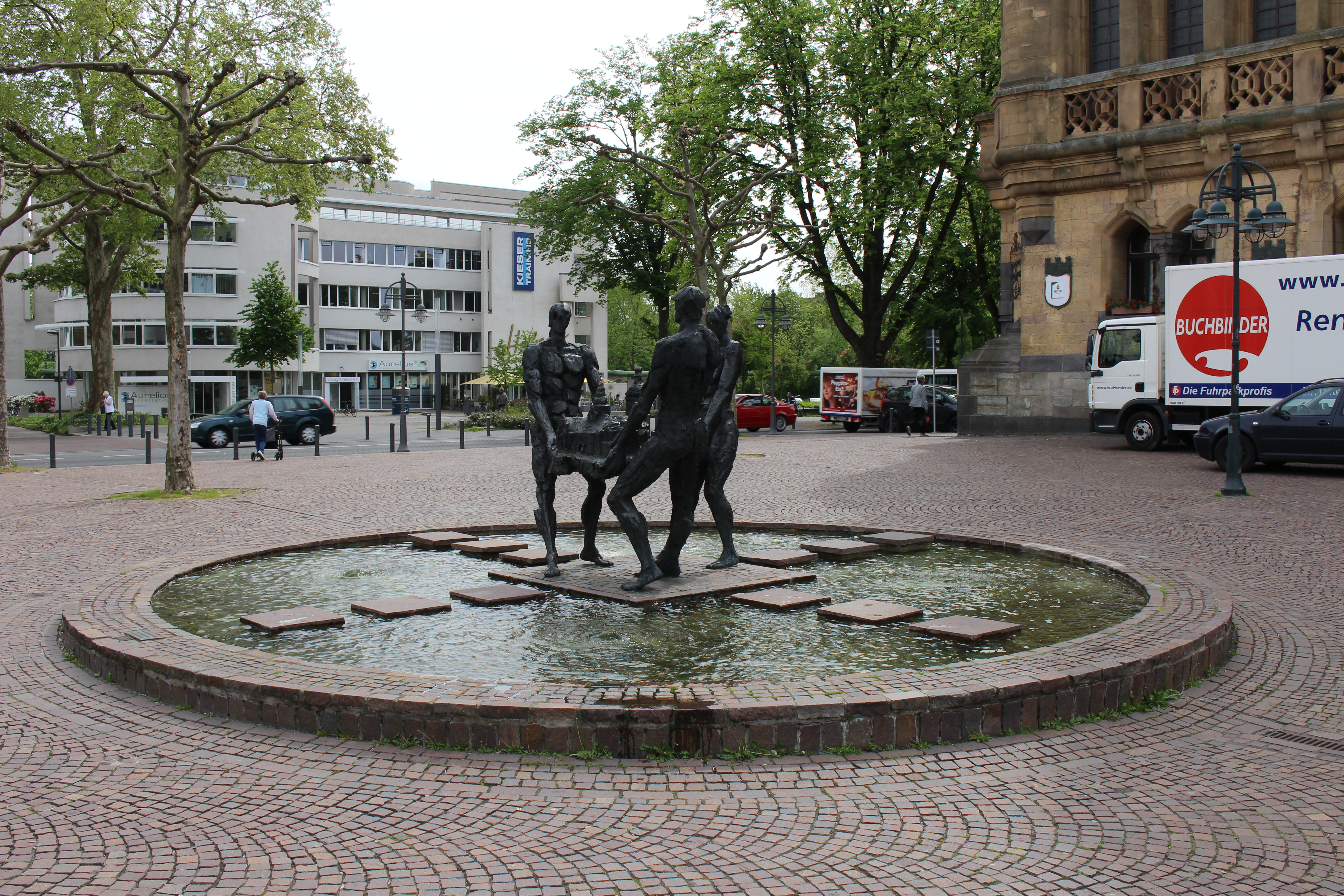
Stadt-Brunnen mit Skulptur „Bürger tragen ihre Stadt“, Recklinghausen

Brunnen waren bis zur Einführung des Leitungswassers als öffentliche Orte der Wasserversorgung Treffpunkt für Menschen und insbesondere für Wäscherinnen. In vielen Ländern haben sie nach wie vor diese soziale Funktion. Viele historische Brunnenanlagen stehen heute unter Denkmalschutz und gelten zum Teil als Sehenswürdigkeit. Dadurch sind Brunnenanlagen auch weiterhin ein Anziehungspunkt im öffentlichen Raum.
Brunnen wurden als Symbole der Macht oder des Einflusses des Erbauers seit der Renaissance oft prunkvoll ausgestaltet, so wurde etwa der Trevi-Brunnen in Rom als Stiftung von Papst Nikolaus V., anlässlich der Restaurierung des Aquädukts Aqua Virgo, erbaut.
Mit dem Aufkommen von Wasserleitungen, die das Nutzwasser direkt in die Haushalte brachte, verschwanden die Entnahme- und Waschbrunnen im öffentlichen Raum. Sie wurden in vielen Dörfern und Städten durch mehr oder weniger künstlerisch gestaltete Brunnenanlagen ersetzt. Sie können dann oft die Komplexität von Wasserspielen erreichen: Bestandteile solcher Wasserspiele sind auch Fontänen, Kaskaden und Becken.
Das Wasser kühlt durch die Verdunstung im Sommer und trägt somit zur Verbesserung des Kleinklimas bei. Im orientalischen Raum sind Innenbrunnen ein wichtiger Bestandteil von Palästen, da sie die Innenraumtemperatur absenken.
Zierbrunnenanlagen haben eine Umwälzpumpe; es wird daher nur das verdunstete Wasser ersetzt. Derartige Brunnen sollten vor Beginn der ersten Nachtfröste entleert werden.

## Brauchtum

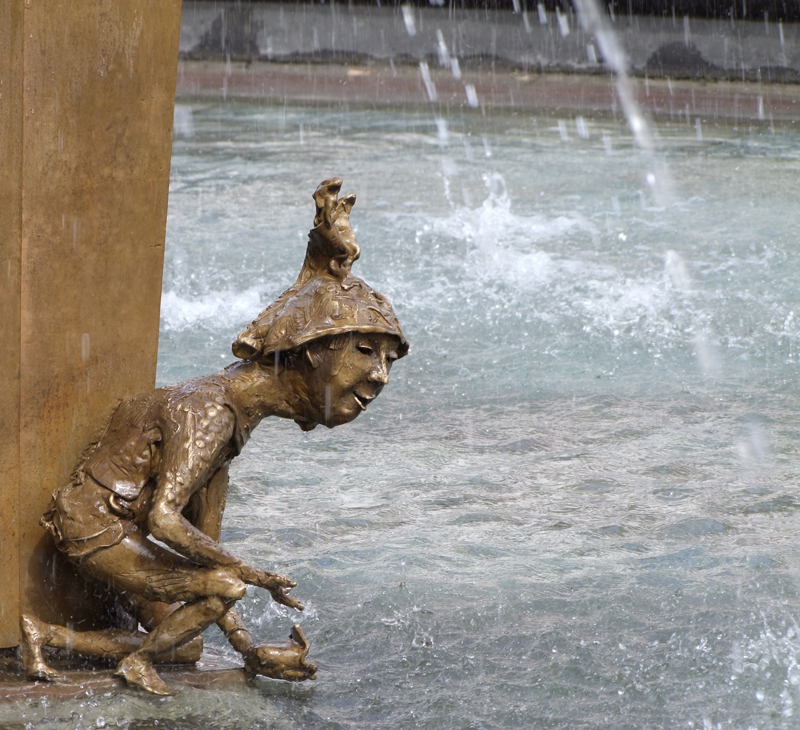
Geldbeutelwäscher am Fastnachtsbrunnen (Mainz)

In Oberfranken, besonders in der Fränkischen Schweiz, gibt es den Brauch, Osterbrunnen zur Feier des Osterfestes zu schmücken. Im schwäbischen Raum gibt es in manchen Städten den Brauch des jährlichen, so genannten Geldbeutelwaschens im Brunnen. In manchen Städten werden zur Fasnacht Leute in einen Brunnen geworfen. Münzen, die in einen Brunnen geworfen werden, sollen zu Lebensglück oder einer Rückkehr an den Brunnen führen, so speziell beim Trevi-Brunnen in Rom.
An der Popperöder Quelle in Mühlhausen/Thüringen wird alljährlich von Grundschulkindern ein Brunnenfest gefeiert. Dabei werden Blumensträuße in den Brunnen geworfen, Brunnentänze ausgeführt und Brunnenlieder gesungen.
In Endingen am Kaiserstuhl findet jedes Jahr zur Fastnacht ein besonderes Spektakel statt. Am Schmutzigen Donnerstag wird feierlich der Jokili aus dem Rathausbrunnen gehoben. Erst jetzt beginnt die eigentliche Fastnachtszeit. Am Abend vor Aschermittwoch wird der Jokili wieder nach Abschluss einer „Trauerrede“ im Brunnen versenkt, wo er bis zum Schmutzigen Donnerstag im darauffolgenden Jahr bleibt.

## Brunnen als Wappensymbol
Wegen ihrer Bedeutung für das Leben und Überleben der Menschen finden sich Brunnen auch in Ortswappen.

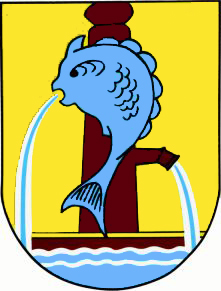
Bad Fischau-Brunn in Niederösterreich
Bad Heilbrunn in Oberbayern
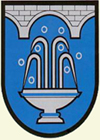
Bad Sauerbrunn im Burgenland
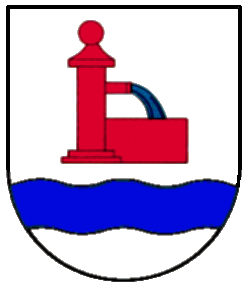
Brombach (Lörrach)
Brunn in der Oberpfalz
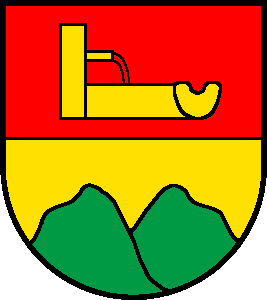
Brunnenthal in der Schweiz
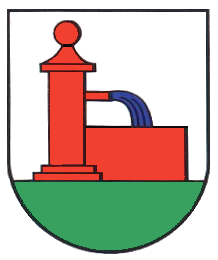
Brunntal in Baden
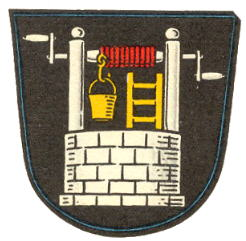
Drommershausen in Hessen
Herborn (bei Idar-Oberstein)
Putzbrunn in Oberbayern
Tiefenbronn in Baden-Württemberg
Waldbrunn im Odenwald
Waldbrunn in Unterfranken
Schloßborn im Taunus